# Cachemira (fibra)

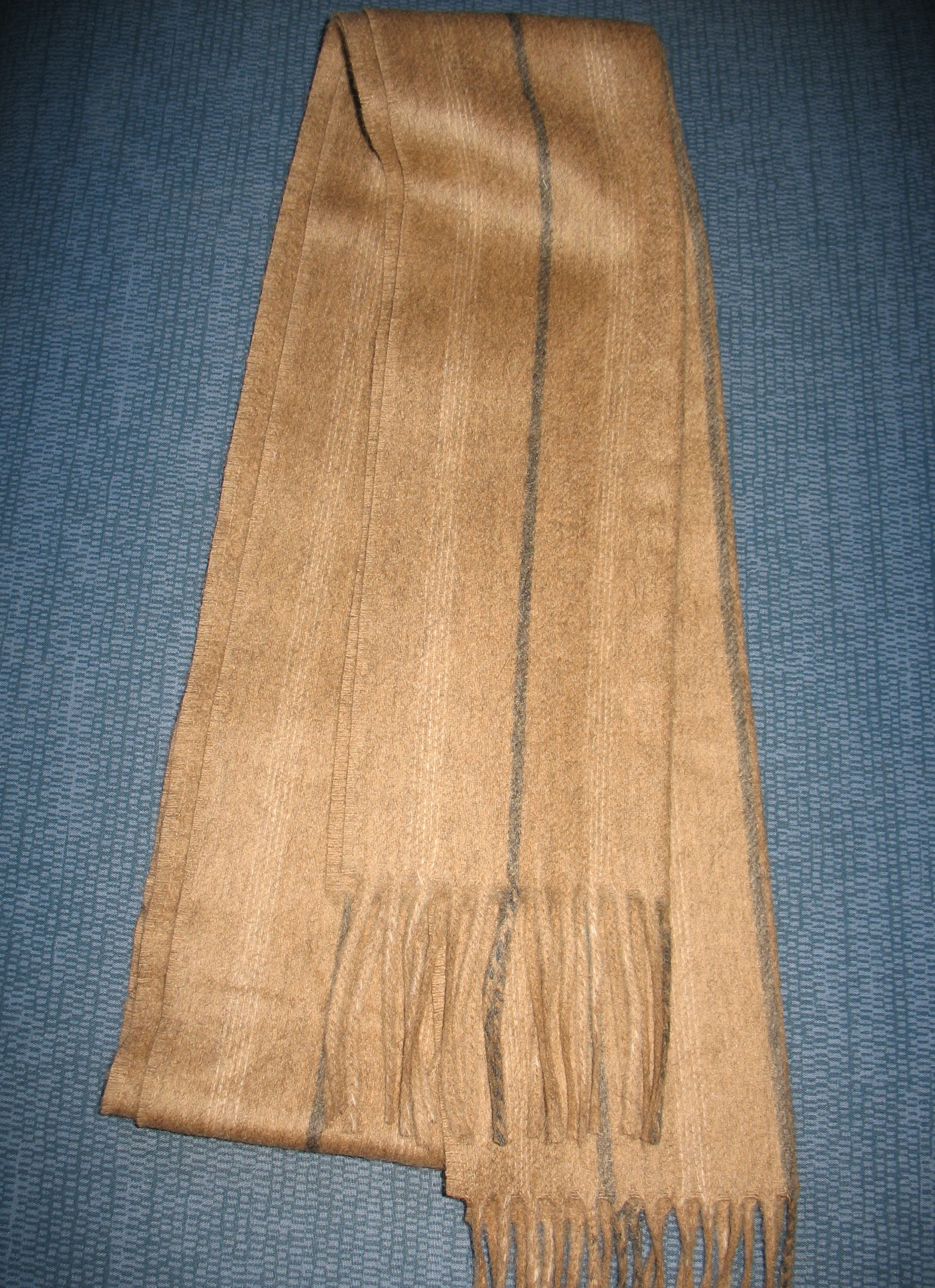
Chal realizado con cachemira.

La cachemira, cachemir o casimir es una de las lanas de cabra más escasas y menos comunes del mundo y a su vez una de las más valoradas. Es suave al tacto, sedosa, ligera y buen aislante térmico.
Por sus características y su escasez su precio es relativamente elevado comparado con el de otras fibras y por ello usarla es muestra de clase, lujo y distinción.
Su origen está en las solitarias y aisladas poblaciones locales de las montañas del Tíbet, en la vertiente sur del Himalaya y la región de Xinjiang en China, zonas de montaña con temperaturas bajo cero donde tiene su origen la cabra de Cachemira (enlace en inglés)(Changthangi, Kashmir Pashmina). La fibra se obtiene de la parte más profunda, más fina y delicada de la lana de esta cabra. Esta lana está producida por los folículos secundarios, mientras que la capa exterior más basta y protectora, está producida por los folículos primarios.

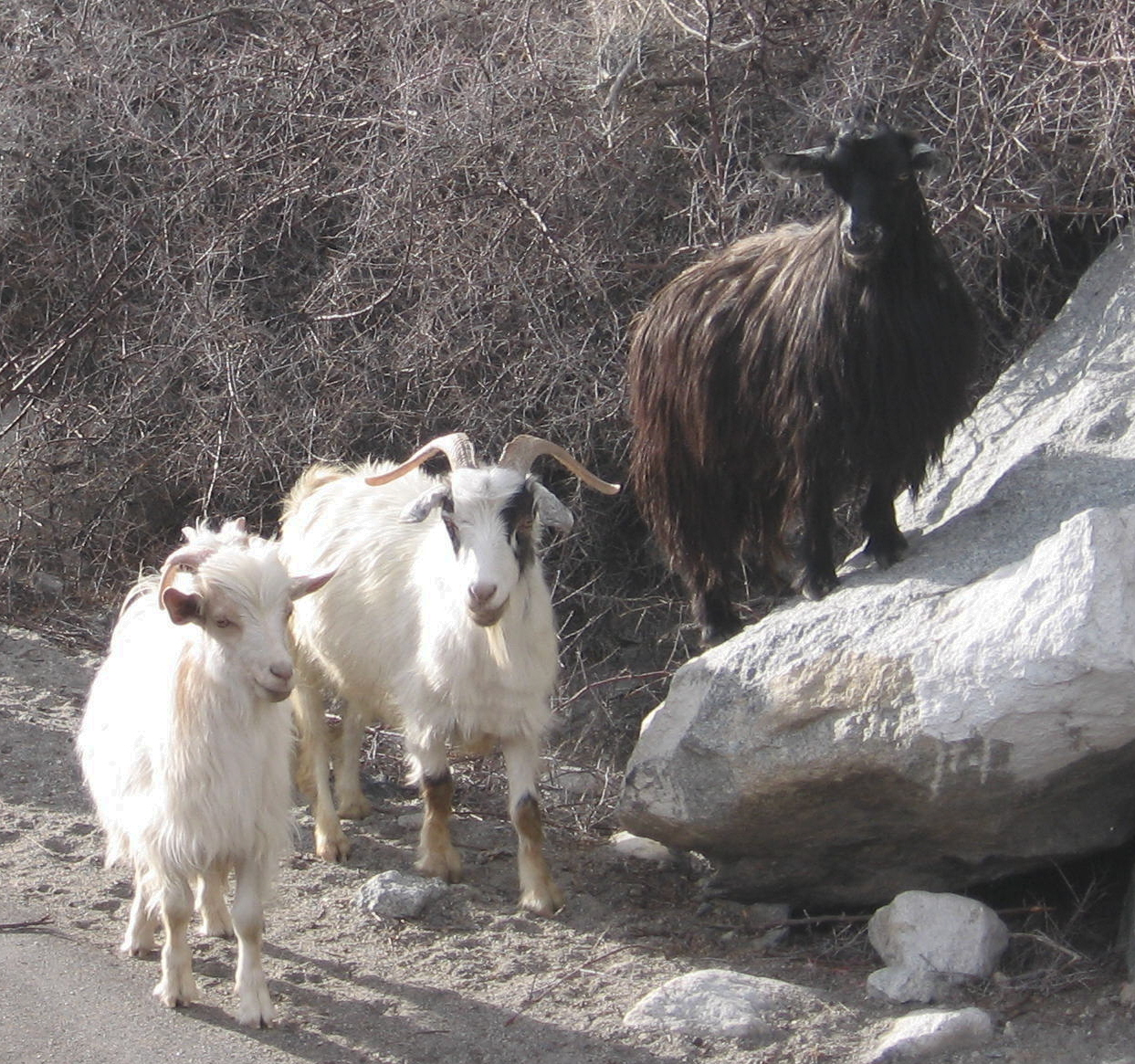
Cabras Cachemiras, en la región de Ladakh (Cachemira).

Requiere un cuidado especial, como una esmerada protección al roce intensivo, que promueve la aparición del frisado.

## Producción
China se ha convertido en el mayor productor de cachemira, cuya producción se estima a unos 10 000 toneladas métricas. Mongolia sigue con unas 7400 toneladas (de lana) en 2014. Siguen los países de Afganistán, Irán, Turquía, Kirguistán y otras repúblicas de Asia central. La producción global por año es de entre 15 000 y 20 000 toneladas de lana. La cachemira pura, que es el resultado de la eliminación de la grasa animal, la suciedad y los pelos gruesos de la lana, se estima en unas 6500 toneladas. La cachemira ultrafina o pashmina todavía es producida por las comunidades en la Cachemira India, pero su rareza y alto precio junto con la inestabilidad política en la región hacen que sea muy difícil de producir y de regular su calidad. Se estima que la producción anual por cabra es de 150 gramos.
La cachemira pura se puede teñir y girar en hilos, después se pueden tejer guantes, calcetines y otras prendas de vestir. También se puede tejer en telas que luego serán cortadas y ensambladas en prendas como abrigos, chaquetas, pantalones, pijamas, bufandas, mantas y otros artículos. Productores en Escocia, Italia y Japón han sido conocidos como líderes del mercado.